# Mihăilești
Mihăilești – miasto w południowej Rumunii (Wołoszczyzna), w okręgu Giurgiu (Muntenia).